# Palec (jednotka)

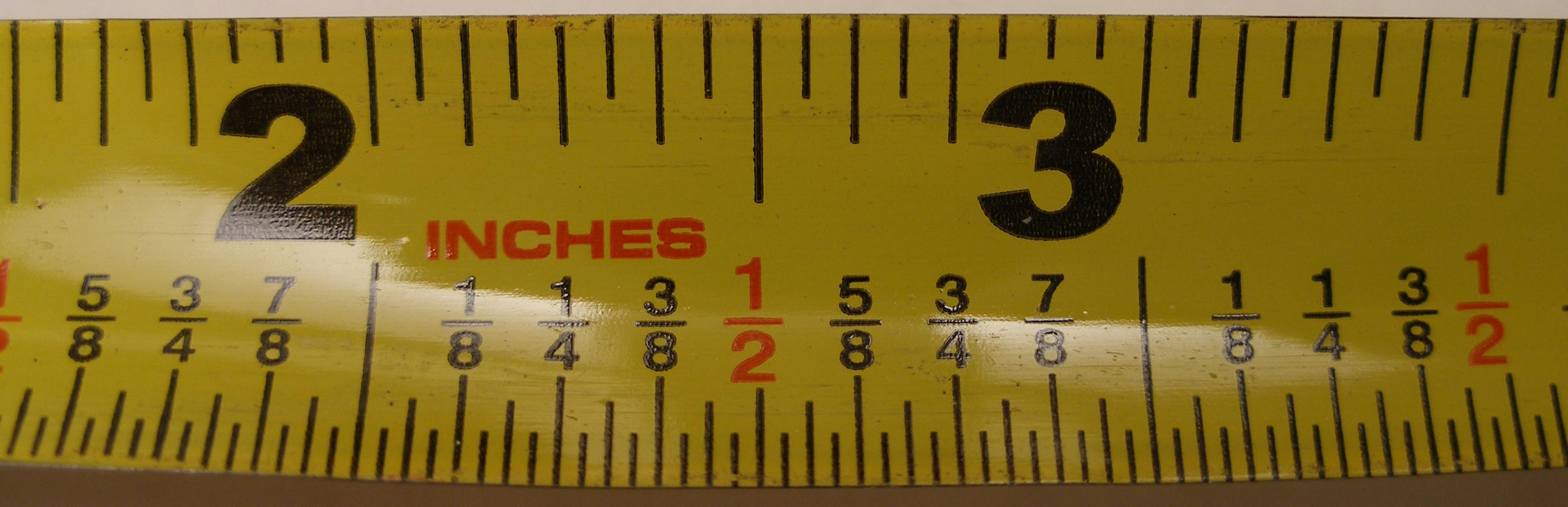
Měřicí pásmo se stupnicí v palcích dělenou na zlomky 1/32

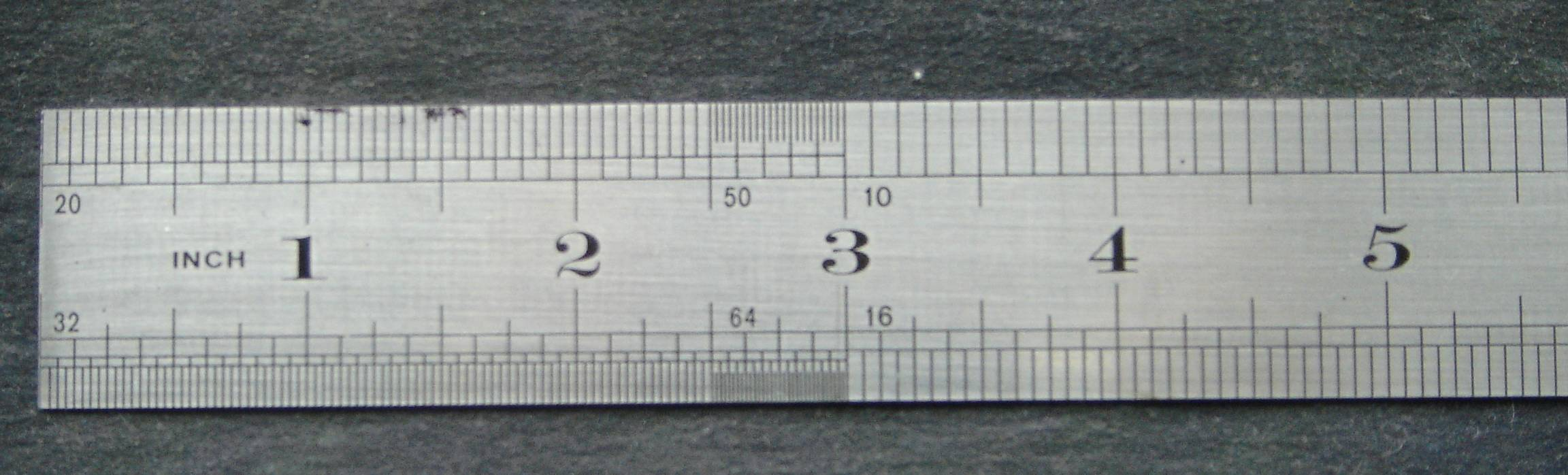
Palcové měřítko s desetinným a dvojkovým dělením

Palec nebo také coul (z něm. Zoll) je jednotka pro měření délky, která se v mnoha zemích již přestala používat. Její hodnota různě kolísala mezi 23 a 27 mm, v českých zemích obvykle 26,3 mm, anglický palec měřil 25,39954 mm. Dodnes se běžně užívá v USA a zčásti i ve Spojeném království a v Kanadě, i když tam je zavedena metrická soustava; palec (inch) je od roku 1959 definován přesně jako 25,4 milimetru. Není to jednotka SI. Palec se také používá při měření úhlopříčky obrazovek.

## Původ
Jak název v mnoha jazycích napovídá, byla jednotka původně odvozena od šířky (mužského) palce: francouzské pouce, španělské pulgada, švédské tum, holandské duim stejně jako názvy ve slovanských jazycích znamenají jak část těla, tak jednotku délky. V antice byla užívána jednotka digitus („prst“), stanovená jako šestnáctina stopy, to jest asi 18,52 mm. Naproti tomu anglický název inch nemá s palcem nic společného a je odvozen z latinského uncia („dvanáctina“), jež byla v antickém Římě definována jako dvanáctina stopy (latinsky pes) a tento poměr platí v palcových systémech dodnes. V Anglii byl palec už v raném středověku definován jako délka tří zrn ječmene, jeho název inch však už tehdy odkazoval k římskému původu a dvanáctině stopy. Není tedy jasné, zda prvotní jednotkou byla stopa, lidský palec nebo obilné zrno.
Hodnota délkového palce byla v různých zemích, oblastech a často i jednotlivých městech různá. V Rakousku byl palec normalizován a sjednocen patentem Marie Terezie z roku 1756 a měřil 26,34 mm, v Praze se však dále používal „římský“ palec, měřící 24,69 mm.
| Historický palec v mm | Historický palec v mm |
| --------------------- | --------------------- |
| Bavorsko              | 24,32                 |
| Francie               | 27,07                 |
| Portugalsko           | 27,5                  |
| Prusko                | 26,15                 |
| Rakousko              | 26,34                 |
| Sasko                 | 23,60                 |
| Španělsko             | 23,22                 |
| Švédsko               | 24,74                 |

### Palec v Českých zemích
| Historický palec v mm | Historický palec v mm |
| --------------------- | --------------------- |
| moravský              | 24,75                 |
| slezský               | 24,05                 |
| staročeský            | 24,641                |

## Palcový systém
Jak už bylo řečeno, zakládají se palcové systémy na poměru 12 palců = 1 stopa. Palce se dělí na poloviny, čtvrtiny, osminy atd. až po 1/128 palce, případně jejich násobky (například 3/8 palce). V 19. století se objevují i „desetinné“ palce, které se dělí na desetiny a setiny. Tak je tomu i v americkém palcovém systému.
Palec se standardně označuje v anglosaských zemích zkratkou in, v České republice značkou ″. Jedná se o speciální typografický znak zvaný dvojitá prima (HTML entita &Prime; U+2033). Tentýž znak se užívá i pro úhlové vteřiny. Nejedná se o české zavírací uvozovky “ (U+201C, Alt 0147), ani o anglické zavírací uvozovky ” (U+201D, Alt 0148), ani o dvojitý apostrof ’’ (dvakrát U+201B / Alt 0146). V náročnějších typech sazby a kvalitnějších textech se uvedenými znaky dvojitá prima nikdy nenahrazuje. Jednoduchou primou ′ (U+2032, &prime;) se značí stopy a úhlové minuty, příp. kultivary. V tomto značení 6′ 5″ vyjadřují znaky 6 stop a 5 palců.

### Použití
V USA je palec běžnou délkovou jednotkou, i když ve vědách se dnes užívají převážně metrické jednotky. Také ve Spojeném království se běžně měří na palce. Vzhledem k přednímu postavení anglického a amerického průmyslu se od 19. století staly palcové míry průmyslovým standardem v celé řadě odvětví. Rozměry instalačních trubek, pneumatik, elektronických součástek nebo displejů se běžně udávají v palcích všude po světě. Také hustota obrazu se měří body na palec (dpi), resp. pixely na palec (ppi) a v různých odvětvích se užívají palcové Whitworthovy závity. V dalších odvětvích se palcové standardy sice užívají, ale vyjadřují v metrických jednotkách. Tak železniční rozchod 1435 mm je vlastně 4′ 8½″, ráže 6,35 mm je 1/4″ (což se obvykle značí jako .25 palce) a podobně.

### Ostatní anglosaské míry
- Stopa je 12 (tucet) palců.
- Yard je 36 palců (3 stopy, 0,9144 m).
- Míle je 63 360 palců (1760 yardů, tj. 1 609,344 m).